# Sada (Francia)
Sada è un comune francese della collettività d'oltremare di Mayotte. Si trova sull'isola di Grande Terre.

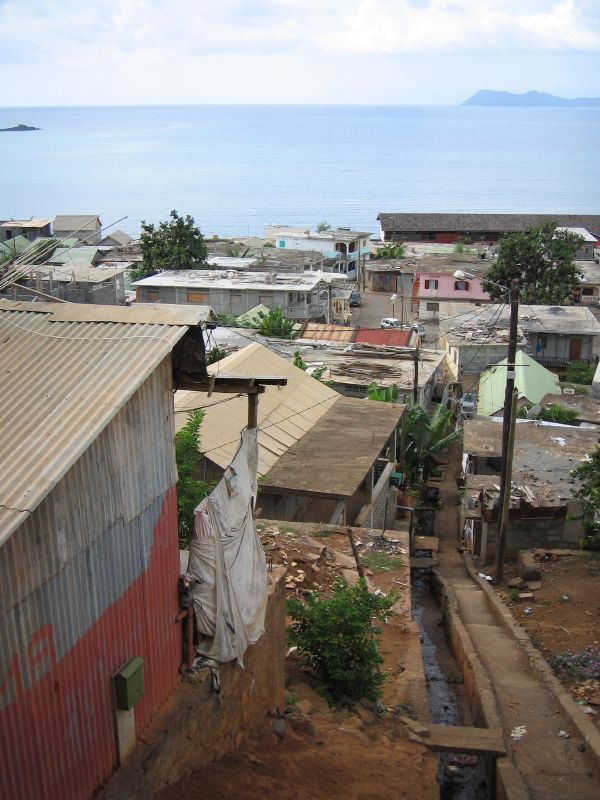
Vista di Sada